# 시스타
시스타(스웨덴어: Kista)는 스웨덴 스톡홀름의 지구이다. 린케뷔-시스타의 일부이며, 아칼라, 후스뷔, 린케뷔 지구 및 솔렌투나시, 순드뷔베리시와 경계를 마주한다. 2008년 기준 인구는 10,254명이며 이 중 60%가 외국인이다. 스톡홀름 도심의 북서쪽에 있으며, 스톡홀름 지하철의 블로 선을 기준으로 서쪽은 노동자 및 중산층의 거주 지구이며, 동쪽은 정보 통신 벤처 기업이 입주해 있다.

## 역사
현재에도 있는 1700년대부터 있었던 농장의 이름을 따 왔으며, 1970년대에 현재 모습의 개발이 시작되었다. 1975년 주거지 개발이 시작되었고, 1977년 도심부가 완공되었다. 1980년대에 대규모 개발이 이루어졌다. 덴마크 및 아이슬란드, 페로 제도, 그린란드 출신 인물 및 지명을 따서 길 이름을 지었다.

## 시스타 사이언스 시티(Kista Science City)
시스타 사이언스 시티(이하 시스타)는 스웨덴이 자랑하는 연구 도시이다. 원래 군훈련장이었던 이곳은 1976년 스웨덴 최대 기업인 에릭슨의 연구소가 이전하면서 과학 도시로 발전하기 시작하였다. 2003년에는 에릭슨의 본사까지 이전하였고, 이를 따라서 에릭슨의 납품 업체들도 공장과 연구소를 이전하였다. 기업들이 몰리자 정부 연구소와 대학도 이전하게 되었다.
시스타에는 여러 정보 통신 기업이 입주해 있으며, 고용 규모는 약 2만 명이다. 에릭슨의 본사 및 IBM, 노키아와 같은 기업의 스웨덴 지사가 있다. 스톡홀름 대학교 및 스웨덴 왕립 공과 대학 캠퍼스가 있다. 32층 규모의 시스타 사이언스 타워가 지어지기 전까지는 에릭슨 본사가 가장 높은 건물이었다. 2002년 완공되었으며, 쇼핑몰 및 14개 상영관이 있는 극장이 입점해 있다.

## 사진

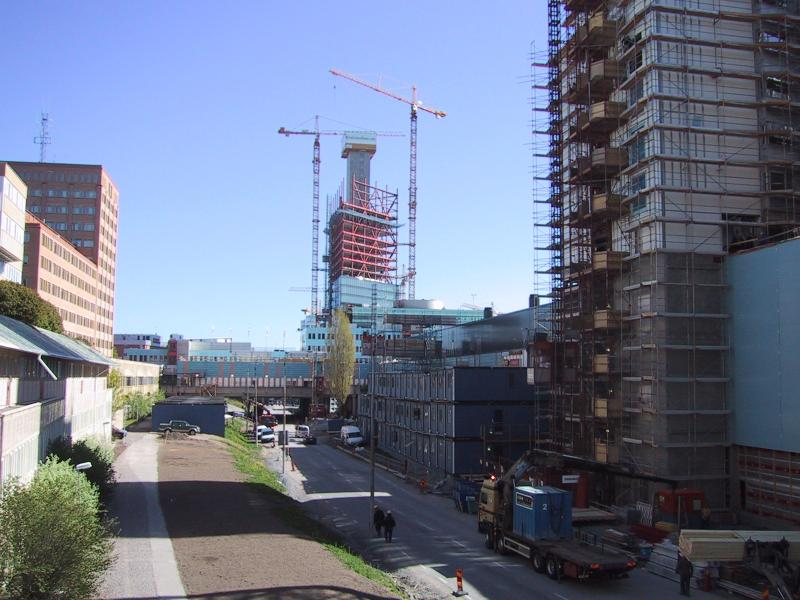
2002년 공사 중이었던 시스타 사이언스 타워
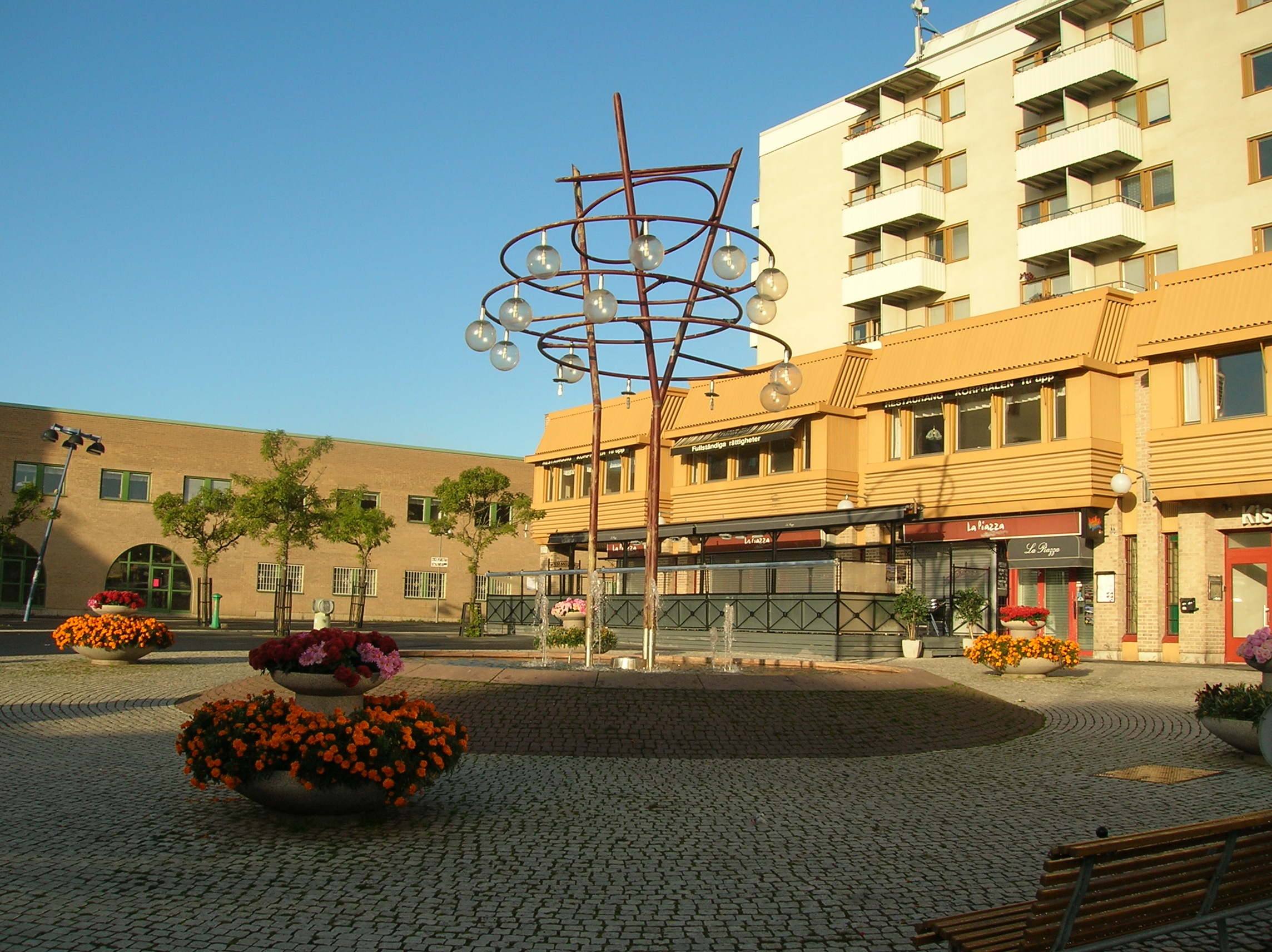
시스타 광장
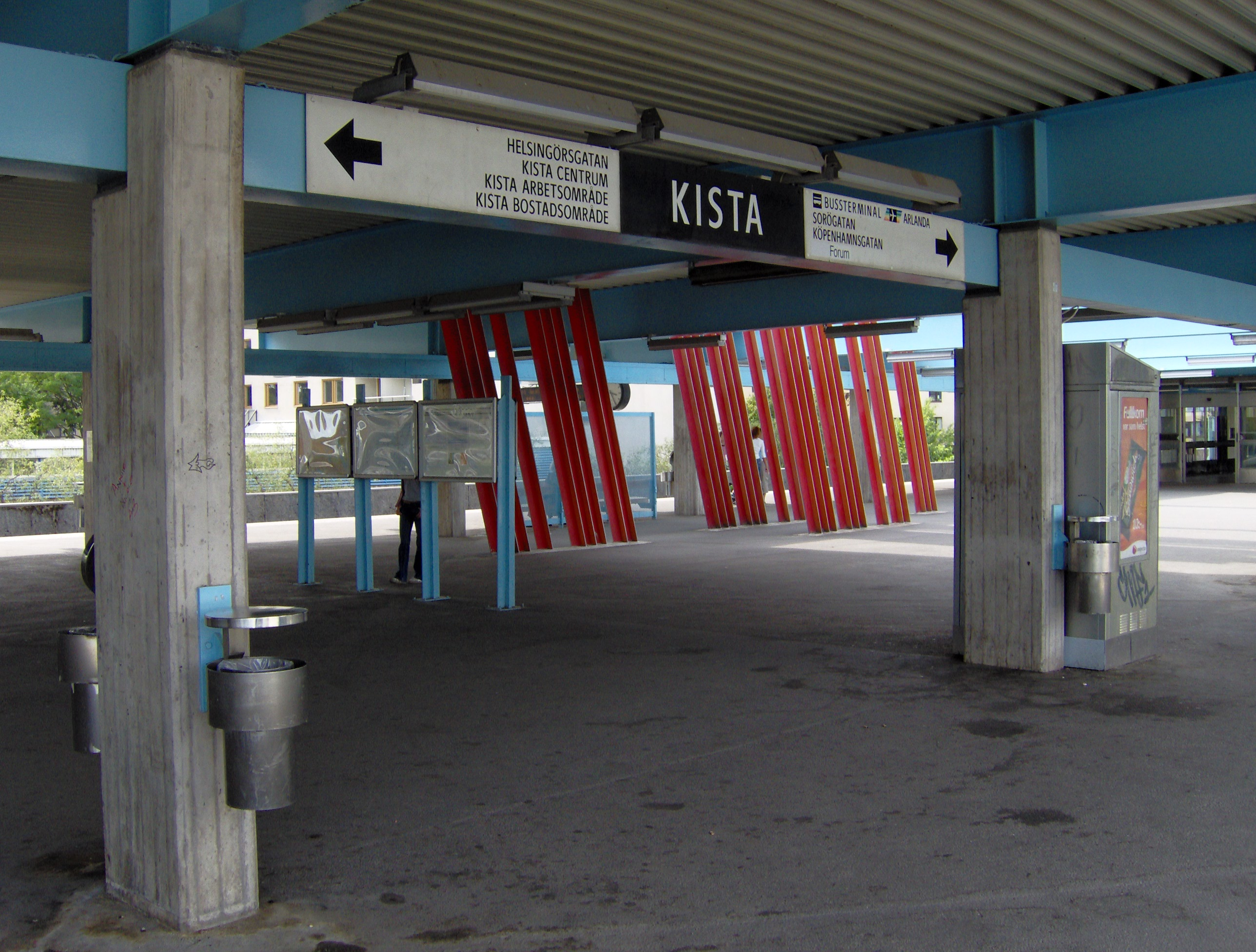
시스타 역
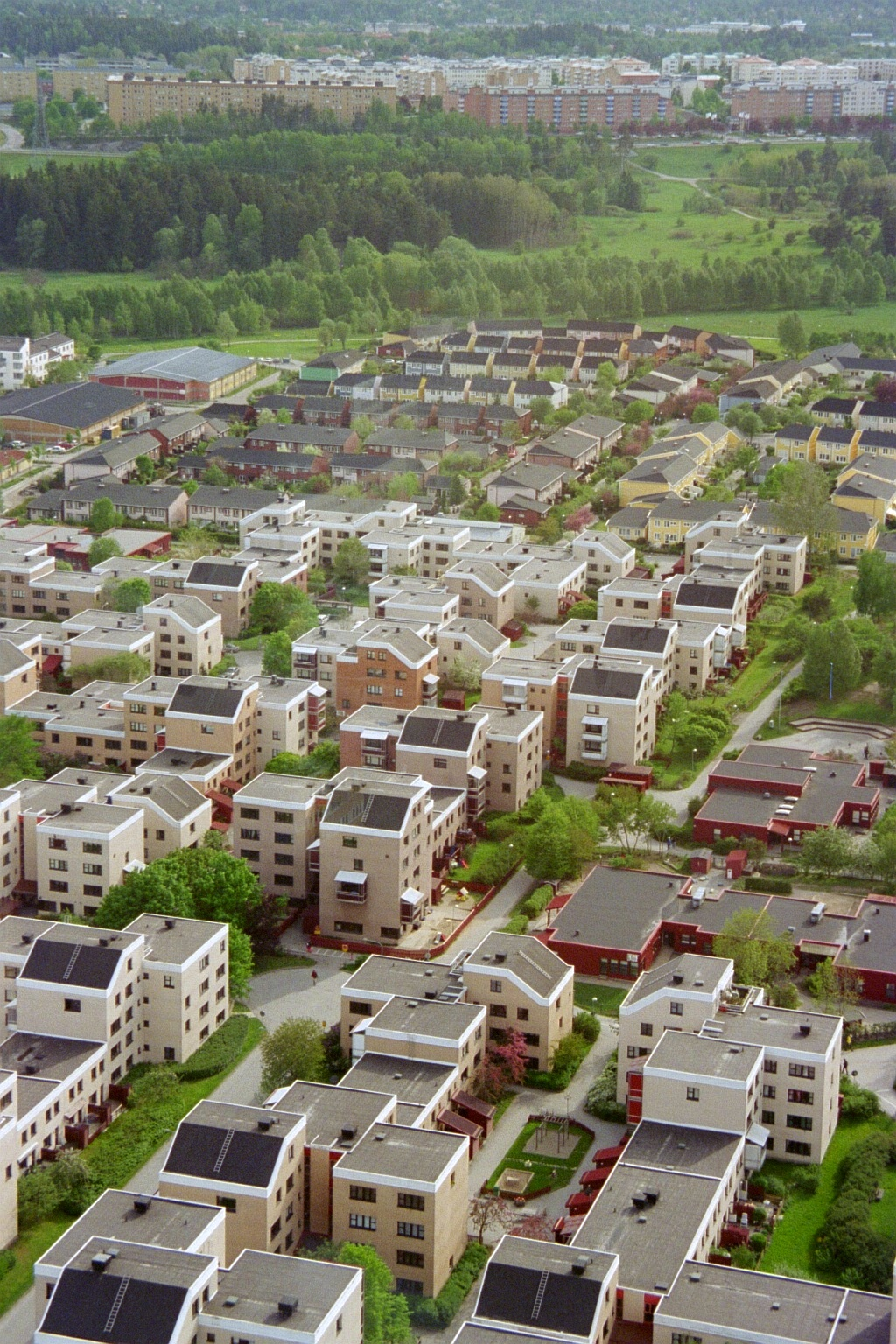
시스타 사이언스 타워의 전망